# Scabiosa gumbetica
Scabiosa gumbetica là một loài thực vật có hoa trong họ Kim ngân. Loài này được Boiss. miêu tả khoa học đầu tiên..